# William Chandler
William „Billy” Chandler (ur. w 1890 roku w Hagerstown, zm. 28 lipca 1924 roku) – amerykański kierowca wyścigowy.

## Kariera
W swojej karierze Chandler startował głównie w Stanach Zjednoczonych w mistrzostwach AAA Championship Car oraz towarzyszącym mistrzostwom słynnym wyścigu Indianapolis 500. W drugim sezonie startów, w 1913 roku trzykrotnie stawał na podium, w tym raz na jego najwyższym stopniu. Z dorobkiem 515 punktów uplasował się na dziewiątej pozycji w końcowej klasyfikacji kierowców. Na podium Amerykanin stanął ponownie w 1915 roku, kiedy trzykrotnie plasował się w czołowej trójce. Uzbierał łącznie 395 punktów, które zapewniły mu szesnaste miejsce w klasyfikacji generalnej. W 1916 roku wystartował w Indianapolis 500, w którym osiągnął linię mety jako dziewiąty. W mistrzostwach AAA był trzydziesty.